# Wilkszyn
Wilkszyn (niem. Wilxen) – wieś w Polsce, położona w województwie dolnośląskim, w powiecie średzkim, w gminie Miękinia.
W latach 1975–1998 wieś administracyjnie należała do województwa wrocławskiego.
Duża wieś wielodrożnicowa wykształcona z dawnej owalnicy.
Wilkszyn posiada bezpośrednią komunikację autobusową z Wrocławiem.
Infrastruktura techniczna wsi: prąd, wodociąg, gazociąg, sieć telefoniczna, bezprzewodowy dostęp do Internetu, sieć kanalizacyjna w budowie (2015).
W Wilkszynie zlokalizowane jest boisko piłkarskie.
Na terenie wsi znajduje się świetlica, stacja paliw, restauracja, cukiernia oraz sklepy spożywcze.
Do wsi zaliczany jest przysiółek Miłoszyn, niegdyś folwark i osobna wieś. Od południa Wilkszyn sąsiaduje z Lasem Mokrzańskim, znajdującym się w granicach administracyjnych Wrocławia.

## Nazwa
Pierwsze wzmianki o miejscowości w formach Wiltsin, Vilksino i Wilksino pochodzą z 1175 roku. Nazwa była później notowana także w formach Wilksin (1178), Wilczin (1201), Wilesin (1202), Vilksino (1202), de Wilxin (1216), Wylkzin (1218), de Wilkzin (1227), Wilcsino (1244), Wilschin (1286, 1287), Wilksin (1320, 1324), Wikenow (1335), Wilxin (1337), Wilkxin (1353), Wilxin (1363), Wilxen (1438), Wilxen (villa) (1666-67), Wilxen (1743), Wilxen (1795), Wilxen, auch Oberwilxen (1845), Wilxen, sl. Wilesin (1887), Wilczyn, Wilxen (1896), Wilczyn, Vilxen (1900), Wilxen (1919, 1934, 1941), Wilczyn (1945), Wilkszyn (1947).
Jest to nazwa dzierżawcza, która została utworzona od nazwy osobowej Wilksza przez dodanie przyrostka -in. Po objęciu miasta przez polską administrację w 1945 roku stosowano nazwę przejściową Wilczyn, która została później zastąpiona urzędową formą Wilkszyn.

## Integralne części wsi
| SIMC    | Nazwa    | Rodzaj     |
| ------- | -------- | ---------- |
| 0877536 | Miłoszyn | przysiółek |

## Historia
W zachowanych dokumentach znajdują się m.in. zapiski o tym, że w 1326 książę Henryk VI Dobry przyjął na służbę mieszkańców Wilkszyna, płacąc im za pracę po 12 groszy polskich, a w 1335 nuncjusz papieski Galhard zanotował informację o tutejszym kościele. W 1353 Wilkszyn włączono do księstwa wrocławskiego, a w 1472 potwierdzono – wraz z Miłoszynem – nadane mu wcześniej prawa osadnicze oparte na prawie niemieckim. Opis Śląska z 1786 wspomina miejscowość Wilkszyn, nad którą po sekularyzacji zakonów na początku XIX wieku nadzór podatkowy pełnił w imieniu państwa pruskiego Królewski Urząd Podatkowy w Środzie Śląskiej.

## Zabytki
Do wojewódzkiego rejestru zabytków wpisany jest:
- kościół pw. św. Wawrzyńca z 1721. Restaurowany w 1909, remontowany w 1963 i 1974[1]. Zabudowa kościoła składa się z obejść gospodarskich o zróżnicowanej wielkości, częściowo usytuowanych na działkach siedliskowych wzdłuż dróg, częściowo zabudowujących pierwotną owalnicę. W kościele znajdują się mechaniczne, dziewięciogłosowe organy piszczałkowe z 1868 roku.
- Plebania z około 2 ćwierci XVIII wieku. Budynek o zwartej bryle, z naczółkowym dachem i reliktami barokowej dekoracji fasady, położony nieopodal kościoła św. Wawrzyńca.

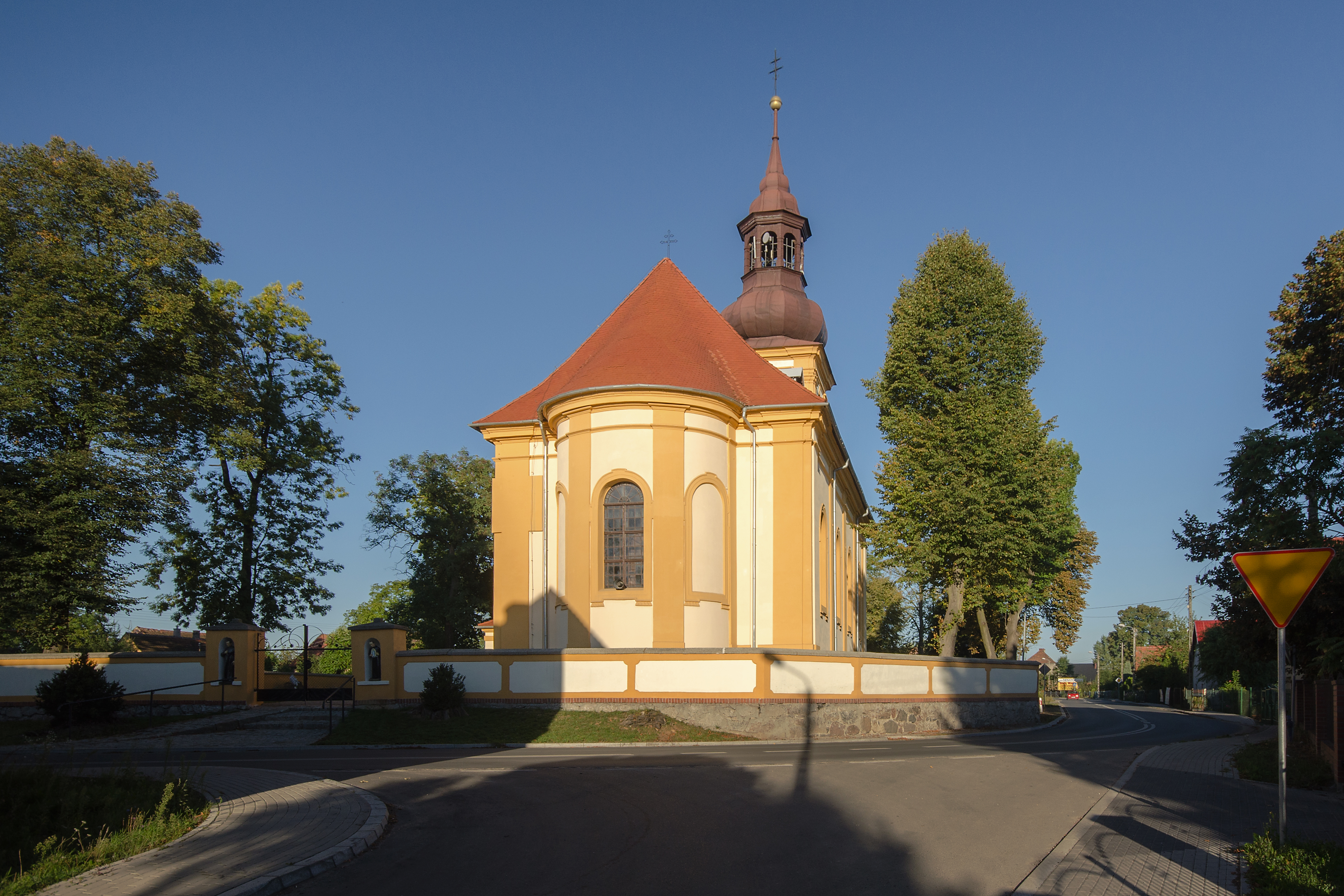
Kościół św. Wawrzyńca